# The Knickerbocker Hotel
El Knickerbocker Hotel es un hotel en Times Square, en la esquina sureste de Broadway y la calle 42, en el barrio de Midtown Manhattan en la ciudad de Nueva York. Construida por John Jacob Astor IV, fue diseñado en 1901 e inaugurado en 1906. Su ubicación cerca del distrito de los teatros alrededor de Times Square tenía la intención de atraer no solo a  huéspedes residenciales sino también a visitantes de los teatros.
Fue diseñado en gran parte al estilo Beaux-Arts por Marvin & Davis, con Bruce Price como consultor. Sus fachadas principales están en Broadway y 42nd Street. Estas fachadas están construidas de ladrillo rojo con detalles de terracota y un techo abuhardillado prominente. Posee un anexo en 41st Street, construido en 1894 como parte del St. Cloud Hotel, que anteriormente ocupaba su solar. La fachada de la calle 41 contiene un diseño de renacimiento románico de Philip C. Brown. En el interior, el hotel contiene 300 habitaciones, un restaurante, una cafetería y un bar en la azotea. El diseño interior original fue ideado en 1905 por Trowbridge & Livingston. Hay restos dispersos del diseño interior original, incluida una entrada que anteriormente conducía desde la estación Times Square del metro de la ciudad de Nueva York hasta el sótano del hotel.
El hotel original, que fue el hogar de Enrico Caruso y George M. Cohan, cerró en 1920 luego de una disminución en el negocio. Luego, el edificio se convirtió en oficinas y se conoció como el edificio Knickerbocker. Fue el hogar de la revista Newsweek desde 1940 hasta 1959, durante el cual se llamó Newsweek Building. Después de importantes renovaciones en 1980, pasó a ser conocido como 1466 Broadway y se utilizó como salas de exposición de prendas de vestir y oficinas. Tras otra renovación en 2001, pasó a llamarse 6 Times Square.Se agregó al Registro Nacional de Lugares Históricos en 1980 y fue designado Monumento Histórico de la Ciudad de Nueva York en 1988. Se convirtió nuevamente en un hotel de 2013 a 2015 con su nombre original.

## Sitio
Está en la esquina sureste de Broadway y la calle 42, en el extremo sur de Times Square, en el vecindario de Midtown Manhattan en la ciudad de Nueva York.  Contiene las direcciones alternativas 1462–1470 Broadway, 6 Times Square, y 142 West 42nd Street, con un pequeño anexo que se extiende hacia el sur hasta 143 West 41st Street. Ocupa un terreno de 19,8 pies cuadrados (183,9 dm²), con fachadas de unos 135 pies (41 m) en Broadway hacia el oeste y unos 185 pies (56 m) en la calle 42 al norte. La fachada de la calle 41 mide sólo 17 pies (5,2 m) ancho.
Se envuelve alrededor de 8 Times Square en la esquina de Broadway y 41st Street. El sitio se encuentra junto a 5 Times Square y Times Square Tower al oeste, One Times Square al noroeste, 4 Times Square al norte, Bank of America Tower al noreste y Bush Tower al este. Una entrada a la estación Times Square–42nd Street del metro de la ciudad de Nueva York, servida por el 1         , está inmediatamente fuera del hotel; una entrada directa originalmente conducida desde el sótano.
En su solar se hallaba el Hotel St. Cloud, que se inauguró en 1868 en Broadway y 42nd Street. En ese momento, estaba relativamente lejos de las partes desarrolladas de Manhattan. Grand Central Depot, predecesor de Grand Central Terminal, se desarrolló cerca en 1871, lo que resultó en el crecimiento del vecindario circundante. En 1892, John Jacob Astor IV adquirió el contrato de arrendamiento del Hotel St. Cloud por $ 850,000. Con las mejoras del tránsito a finales del siglo XIX y principios del XX, el distrito de los teatros de la ciudad de Nueva York se trasladó desde más al sur de Manhattan hasta la actual Times Square. La construcción de teatros condujo al desarrollo de otras instalaciones de entretenimiento como hoteles, salas de baile y restaurantes. Además, este solar estaba junto a la primera línea de metro de la ciudad, proporcionando acceso desde el resto de la ciudad.

## Arquitectura
Terminado en 1906, fue diseñado por Marvin & Davis con el arquitecto consultor Bruce Price. La estructura fue diseñada en gran parte en el estilo Beaux-Arts. El anexo en 143 West 41st Street, que se construyó en 1894 como una adición al Hotel St. Cloud, contiene una fachada de Renacimiento románico diseñada por Philip C. Brown. El anexo de la calle 41 se incorporó intencionalmente al edificio actual del hotel. Los interiores fueron diseñados por Trowbridge & Livingston. Mide 195 pies (59,4 m) alto.

### Fachada

#### Broadway y la calle 42

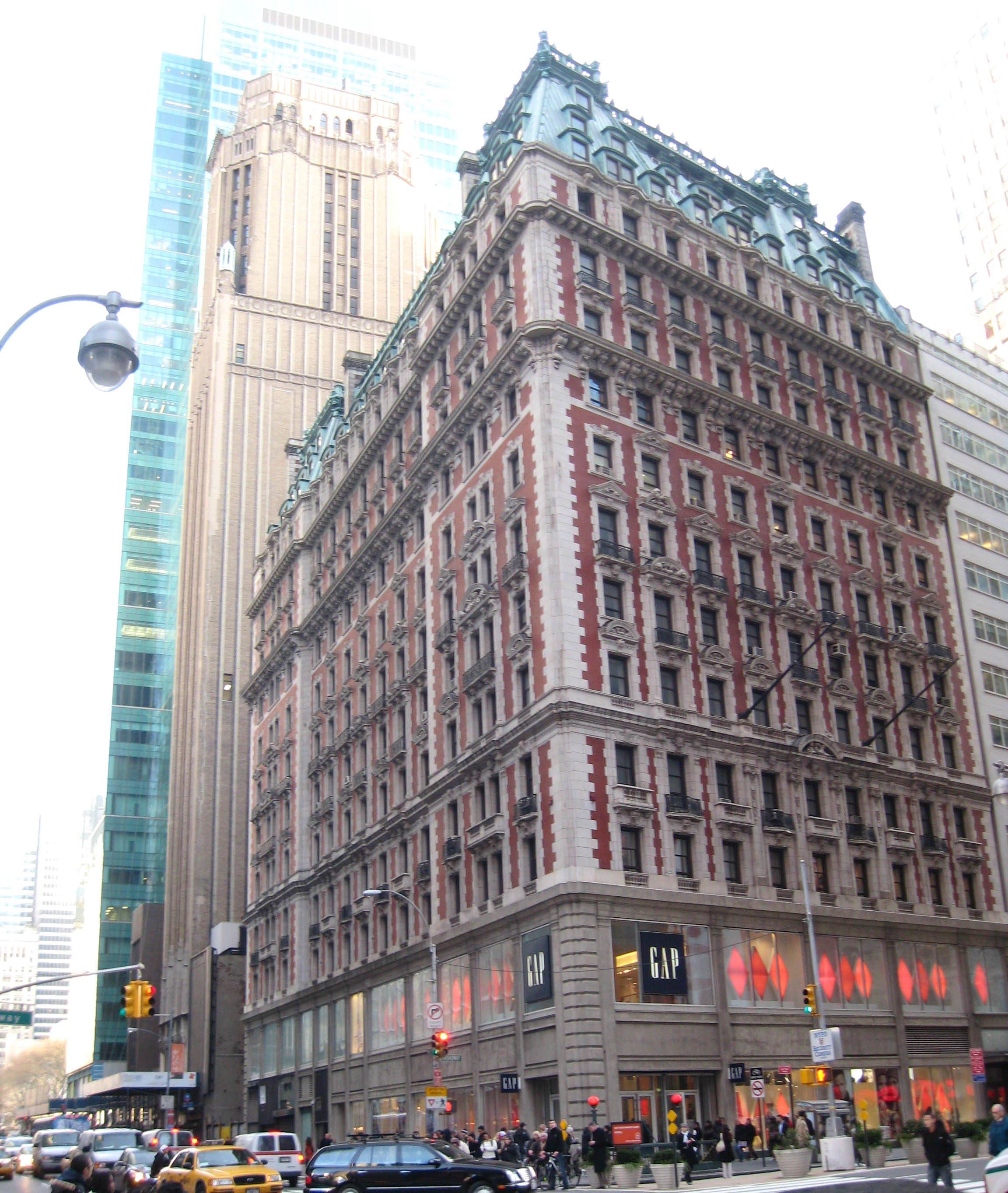
Las fachadas de 42nd Street (izquierda) y Broadway (derecha) del Hotel Knickerbocker, vistas en 2008. Al fondo se aprecia la Avenida de las Américas 1095 y la Torre Bush.

Las fachadas de Broadway y 42nd Street están articuladas en tres secciones horizontales: una base de dos pisos, un eje de diez pisos y un techo abuhardillado de tres pisos. La planta baja y el segundo piso sirven como base comercial y han visto numerosos cambios de diseño desde 1920. Los pilares verticales de piedra caliza son las únicas partes del diseño original que quedan en la base. Originalmente, un pórtico a nivel del suelo proyectaba desde el centro siete tramos de la fachada de la calle 42, con siete arcos de medio punto rematados por una balaustrada. Este pórtico fue eliminado en 1911. Había un pórtico similar en los cinco tramos centrales de Broadway, que estaba al ras con el resto de la fachada. El segundo piso contenía ventanas de arco de medio punto. La fachada de Broadway originalmente contenía una entrada secundaria al café.
En los pisos tercero al duodécimo, el edificio está revestido de ladrillo rojo con elementos decorativos hechos de piedra caliza de Indiana y terracota. Parte de la ornamentación de piedra caliza y terracota ha sido reemplazada por hormigón de aspecto similar. A lo largo de 42nd Street, las cuatro bahías más externas se agrupan en "pabellones de esquina" que sobresalen ligeramente y flanquean las siete bahías centrales. Los dos tramos centrales de cada pabellón de esquina están emparejados. La fachada de Broadway tiene nueve bahías de ancho y carece de pabellones de esquina salientes. Cada ventana está flanqueada por quoins de piedra. Las ventanas de los pisos cuarto, sexto, séptimo y undécimo contienen barandas de balcón de hierro decorativas o balaustradas de piedra. Los frontones de las ventanas de cada piso están hechos de arcos rebajados, decoraciones esculpidas o cuellos de cisnes.
Una pequeña cornisa corre por encima del cuarto piso, mientras que cornisas más sustanciales corren por encima de los pisos noveno y undécimo. En Broadway, la bahía central contiene un frontón arqueado sobre la ventana del cuarto piso que interrumpe la cornisa sobre ella. La cornisa del noveno piso está sostenida por ménsulas decorativas mientras que la cornisa del undécimo piso está sostenida por modillones. Las tres cornisas han perdido algunos de sus elementos decorativos originales.
Los pisos decimotercero a decimoquinto son el techo abuhardillado, que está revestido de cobre verde. También hay urnas en las esquinas del techo. Originalmente, las ventanas abuhardilladas del techo abuhardillado contenían frontones elaborados, aunque probablemente se quitaron en 1920. Los frontones de las ventanas del decimotercer piso eran triangulares o arqueados segmentariamente. Los frontones de las ventanas del piso catorce eran de arco de medio punto. Entre 1908 y 1910 se añadió un penthouse en el piso quince a los diseños de CH Cullen.

#### Calle 41

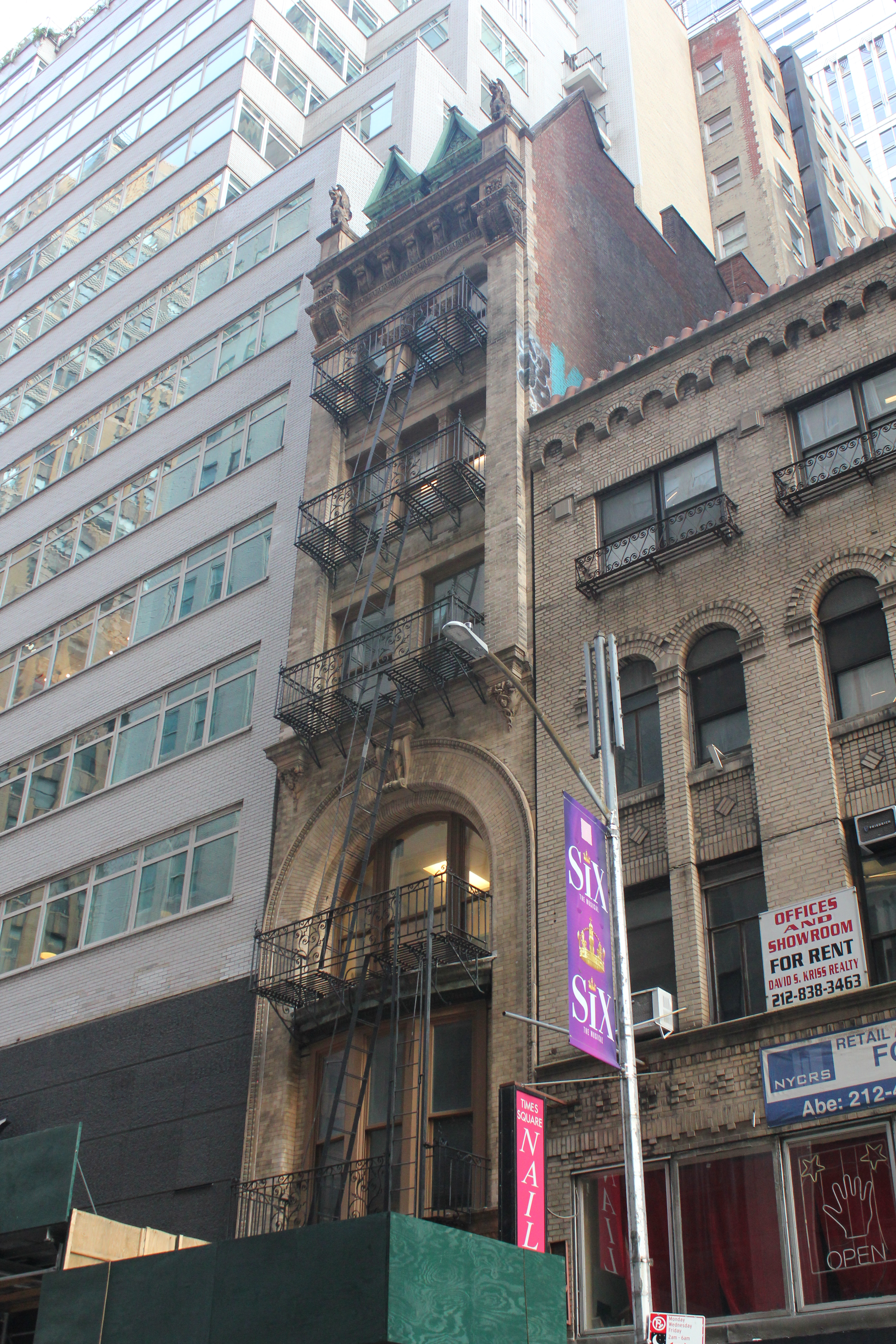
fachada calle 41

La fachada de la calle 41tiene ocho pisos de altura y está diseñada en estilo renacentista románico, con algunos adornos de estilo Beaux-Arts. La fachada está hecha de ladrillo de ante y terracota. Fue pensado como una entrada de servicio al Hotel Knickerbocker principal.
El anexo anteriormente contenía un segundo piso con tres tramos de ventanas, sobre el cual corre una cornisa de estilo clásico. Cuando el Knickerbocker se volvió a convertir en un hotel en la década de 2010, el primer piso de doble altura se modificó para una entrada de servicio que ocupa todo el ancho de la fachada de la calle 41. Se saltó el tercer piso. Los pisos cuarto y quinto están rematados por un arco que se extiende por todo el ancho del anexo. Los pisos sexto a octavo están flanqueados por pilastras, con dos tramos cada uno en el sexto y séptimo piso y tres tramos en el octavo piso. El ático, en el noveno piso, fue construido en 1906 y contiene dos buhardillas con frontones triangulares de cobre.

### Características
El hotel actual contiene 330 habitaciones. Veintisiete de las habitaciones se anuncian como suites júnior, mientras que cuatro están etiquetadas como suites exclusivas. También alberga un restaurante, una cafetería y un bar en la azotea con vistas a Times Square. El espacio interior total es de unos 300 pies cuadrados (2787,1 dm²).
Originalmente tenía 556 habitaciones, 400 de las cuales contenían baños. Fue descrito en la revista Architects and Builders por tener "un equipamiento magnífico y un servicio excelente". Sus diversas obras de arte fueron una parte destacada del diseño interior original, y se instalaron como una forma de mejorar el carácter interior a un costo relativamente bajo. Un crítico de Architectural Record elogió el diseño interior y dijo: "Hay pocos hoteles en el país en los que se haya mostrado un buen gusto tan uniforme", aunque el mismo crítico discrepó sobre el diseño interior. Conectando los distintos pisos había cuatro ascensores de pasajeros y cuatro ascensores de carga y servicio. El hotel original incluso tenía quinientos relojes, fabricados en París y mantenidos por un empleado que tenía la tarea específica de darles cuerda todos los días.
Queda poca evidencia del diseño original, particularmente después de se convirtió en un edificio de oficinas en 1920. En los pisos superiores, los únicos restos del diseño original fueron radiadores y pisos de terrazo.

#### Sótanos
Debajo del vestíbulo hay un sótano y un subsótano, que conservan los paneles de las paredes, los pisos con diseño de espiga y las decoraciones de azulejos blancos hexagonales. El sótano tenía un asador, bar, oficina de corretaje, salones de peluquería y manicura, y la cocina. El asador tenía un diseño inglés con paredes de roble liso y un techo de roble gótico. En el bar del sótano se exhibió una pintura de Frederic Remington titulada "La carga de caballería de los Estados Unidos". La cocina contaba con plantas de refrigeración, plantas de calefacción y arcones de vidrio y plata, a los que accedían cuatro montaplatos desde la cocina.
El subsótano contenía la planta mecánica con calderas, depósitos de almacenamiento de carbón, generadores eléctricos, filtros de agua, una planta de fabricación de hielo y una sala de máquinas. También se ubicaban aquí la bóveda de vinos, la bóveda de cigarros, la sala de equipajes y la lavandería.
En el momento de su apertura en 1906, la gerencia anunció dos entradas directas al metro desde la estación de Times Square, con una entrada destinada a damas. Todavía existe una entrada en la plataforma adyacente a la vía 1 del transbordador de la calle 42, coronada por un dintel que contiene la palabra tallada "Knickerbocker". Antes de que la estación se abriera como parte de la primera línea de metro de la ciudad en 1904, John Jacob Astor IV había dado permiso para que el metro se construyera a través de parte de su propiedad solo si la estación incluía una entrada de hotel. La entrada del hotel se reorganizó cuando se amplió la plataforma en 1909. Si bien la entrada se cerró después de que se cerró la iteración original del hotel, el pasillo a la entrada ha conservado gran parte de su ornamentación, como los círculos pintados. En 2019, como parte de la remodelación de la moderna estación de transporte, el dintel de mármol dañado se reemplazó por una réplica. La entrada moderna conduce a una boca de acceso del metro con equipo mecánico en lugar de al sótano del hotel.

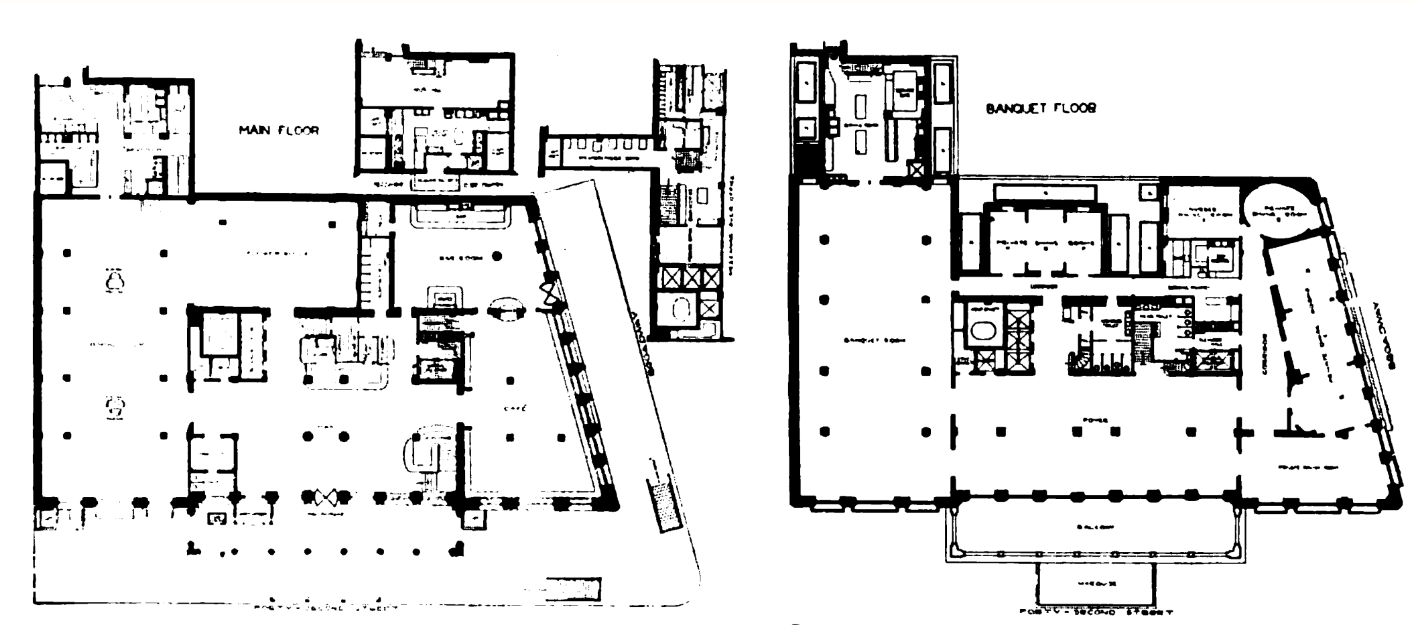
Plano de planta original para los pisos principal y de banquetes (el primer y segundo piso actuales)

El diseño original tenía un vestíbulo que daba a la calle 42, con columnas de mármol, faroles colgantes de bronce y decoraciones en el vestíbulo en rojo y dorado. El vestíbulo tenía una estatua del padre Knickerbocker, una personificación de dibujos animados políticos de la ciudad de Nueva York. Al salir del vestíbulo había cajas de seguridad, un puesto de libros y una taquilla. El café al oeste del vestíbulo tenía decoraciones blancas y doradas. Para el bar adjunto al suroeste del vestíbulo, se encargó al artista Maxfield Parrish que pintara "Old King Cole and His Fiddlers Three", un mural de Old King Cole que mide 30 pies (9,1 m) ancho. Un restaurante en forma de "L", con un salón de flores. corría al este y al sur del vestíbulo. Tenía un revestimiento de piedra de Caen; una 22 pies (6,7 m) techo de vigas siguiendo el modelo del Palacio de Fontainebleau; estatuas de mármol y tapices en las paredes; y dos fuentes eléctricas de bronce y mármol de Frederick MacMonnies. Colgado en la Sala de las Flores estaba el mural "Máscara de las Flores".........
El segundo piso se dedicó a comedores en el diseño original. En el centro del segundo piso había un salón de baile de doble altura que medía 50 por 105 pies (15,2 por 32,0 m) El salón de baile tenía pisos de madera noble; copias de viejos retratos en las paredes; y decoraciones blancas, azules y plateadas. El vestíbulo contiguo tenía una decoración de terciopelo satinado con columnas doradas y un techo adornado con pan de oro. También había una sala de enfermería y ocho comedores privados en ese piso, incluida una "sala de oro" con cubiertos de oro para 48 invitados.
Durante las reformas de 1920, se eliminaron los espacios del vestíbulo, pero se añadió un vestíbulo de ascensor revestido de mármol rosa en la planta baja. Los dos pisos más bajos también se convirtieron en un condominio comercial. Los restos del diseño original incluyen un techo abovedado sobre el vestíbulo del ascensor, decorado con rosetas, pero oculto sobre un falso techo. Cuando el hotel reabrió en 2015, Charlie Palmer fue contratado para operar Jake's @ The Knick, un restaurante de comida para llevar "para llevar" en la planta baja. La planta baja reconstruida tiene una 16 pies (4,9 m) techo abovedado con azulejos decorativos similares a los instalados en el metro.

#### Pisos superiores
Los pisos tercero al decimoquinto se dedicaron originalmente a residencias y suites. El tercer piso original contenía suites, un salón de baile y una galería para músicos. Los pisos cuarto al duodécimo se diseñaron casi de manera idéntica, mientras que los pisos trece y catorce tenían una disposición ligeramente diferente. El decimoquinto piso también contenía un gran dormitorio para mujeres y sala de estar, una habitación de valet, una sala de ropa blanca, una sala de lavandería, un ventilador y un departamento de almacenamiento y tapicería. Como se omite el piso número 13, el decimotercer piso en realidad se etiqueta como piso 14.
Durante gran parte del siglo XX, estos pisos se utilizaron como espacio de oficinas, pero en 2015 estos pisos se convirtieron nuevamente en suites de hotel. El cuarto piso del hotel reconvertido alberga a Charlie Palmer en el Knick, un restaurante de servicio completo con capacidad para 100 comensales. El decimosexto piso contiene un 7500 pies cuadrados (69 677,3 dm²) llamado St. Cloud, también operado por Palmer, con una terraza en la azotea de 4000 pies cuadrados (37 161,2 dm²). El bar, que lleva el nombre del antiguo hotel en el mismo sitio, se utiliza para ver el lanzamiento de Times Square Ball, que tiene lugar en el vecino One Times Square durante la víspera de Año Nuevo. Debido a la proximidad de la pelota, que está a solo unos 150 pies (45,7 m) desde la azotea, las entradas para ver la caída de la bola de Nochevieja pueden costar decenas de miles de dólares por persona.

## Historia

#### Construcción
En 1901, el Departamento de Edificios de la ciudad de Nueva York recibió planos para tres hoteles, un teatro y catorce edificios de apartamentos en Times Square. Entre esos planes estaba este hotel, de 14 pisos diseñado por Bruce Price y Martin & Davis, que se construiría en el sitio del St. Cloud Hotel en Broadway y 42nd Street. Fue concebido como un rival del Hotel Astor, también propiedad de la familia Astor. Iba a ser un hotel Renaissance Revival con una disposición similar a otros hoteles de la época. Además de las instalaciones de servicio en los dos niveles del sótano y las instalaciones para banquetes y comedores en el primer y segundo piso, se planeó con 600 suites y 300 baños. En ese momento, la sección de Broadway entre las calles 34 y 42 se estaba desarrollando rápidamente con teatros y hoteles. En consecuencia, su construcción estimuló el desarrollo de otros alojamientos cercanos. 
John Jacob Astor IV arrendó el hotel a la International Realty and Construction Company (IRCC) de Filadelfia, organizada por JE y AL Pennock. Astor estipuló que el hotel debía completarse por al menos $ 2 millones. El IRCC recibió el contrato para la construcción del hotel en diciembre de 1901, y Astor prestó $1,65 millones al IRCC en marzo de 1902. Bajo el IRCC, el proyecto comenzó en 1901 o 1902. Según el contrato entre Astor y el IRCC, Astor se reservó el derecho de nombrar al operador del hotel cuando estuviera completo. James B. Regan, exgerente del adyacente Pabst Hotel, arrendó el sitio al IRCC durante diecisiete años en julio de 1902. Regan había formado Knickerbocker Hotel Company (KHC), y se desempeñaba como directora general de KHC con Jesse Lewisohn y Godfrey Hyams como codirectores. Astor contrató a Regan para que fuera el gerente del hotel cuando estuvo terminado, pero Regan renunció al KHC por disputas con los otros directores.
En febrero de 1904, justo cuando se completaron la fachada y el esqueleto de acero, la construcción se detuvo después de que el IRCC no cumpliera con sus pagos. Por contrato, al IRCC se le dio un año para pagar sus obligaciones pendientes en caso de que decidiera reanudar la construcción. Mientras tanto, Astor encargó nuevos planos para el diseño de interiores. Durante este tiempo, los únicos ingresos del Hotel Knickerbocker procedían de las vallas publicitarias que lo rodeaban. En ese momento, el público no sabía por qué se había detenido el trabajo. El IRCC nunca volvió al proyecto y, en mayo de 1905, Astor contrató a Trowbridge & Livingston para completar los interiores, y el trabajo se reanudó el mes siguiente. Regan también acordó arrendar el hotel por veinte años a $300,000 por año. Los nuevos planes costaron $1 millón más que la propuesta original e incluyeron una historia adicional. Parte del tercer piso fue demolido para dar paso al salón de baile de dos pisos. La fachada de la calle 42 también se modificó para incluir un pórtico.

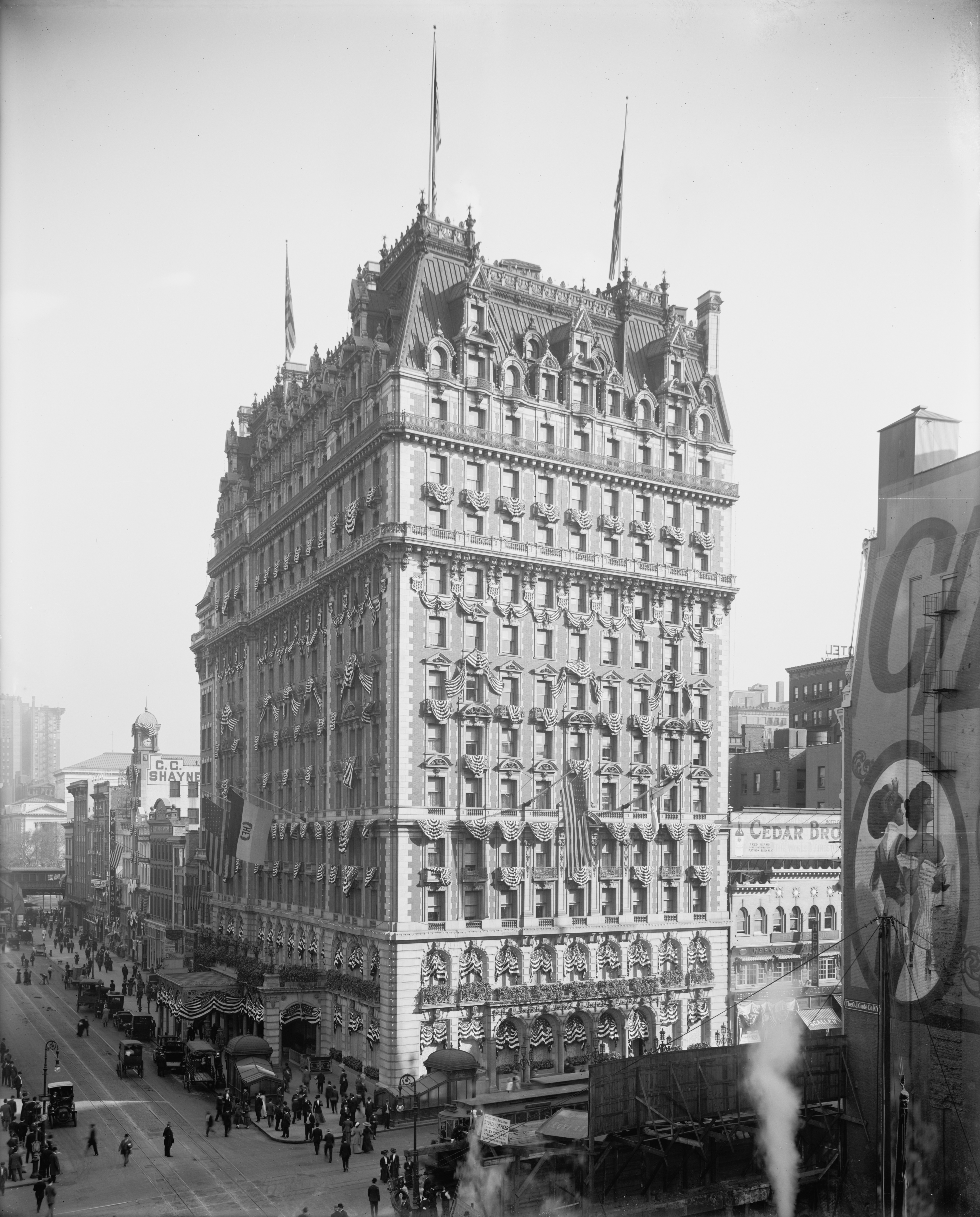
Visto desde la Séptima Avenida alrededor de 1909

Se abrió a invitados privados el 23 de octubre de 1906 y al público en general al día siguiente. En el momento de la apertura del hotel, una habitación para una persona costaba en promedio alrededor de $ 3,25 por día, [lower-roman 3] mientras que las suites costaban entre 15 y $ 20 por día. El hotel se convirtió rápidamente en parte de la escena social de la ciudad.  Una semana después de la apertura del hotel, estaba recibiendo una afluencia de huéspedes del metro. A principios de 1907, Architectural Record dijo que el hotel "ha demostrado ser un gran éxito popular". El historiador de arquitectura Robert AM Stern escribió que el Hotel Knickerbocker, junto con los hoteles cercanos Astor y Rector, "crearon una especie de conjunto arquitectónico agrupado alrededor de Times Square". 
El restaurante Armenonville, un café de 600 asientos en la planta baja, abrió sus puertas en junio de 1908. La fachada de la calle 42 se reconstruyó ligeramente dos años más tarde, cuando se amplió la calle 42, y se renovó el restaurante Armenonville. También en 1911, se expandió con el vecino Ryan Hotel y agregó unas cien suites más. Después de que John Jacob Astor IV muriera en el Titanic en 1912, su hijo Vincent Astor heredó el hotel, que siguió funcionando con éxito bajo la dirección de James B. Regan.
Sus residentes incluían al cantante de Metropolitan Opera Enrico Caruso, quien ocupó una suite en medio piso debido a la proximidad del hotel a la Metropolitan Opera House. Cuando se anunció falsamente el final de la Primera Guerra Mundial el 8 de noviembre de 1918, Caruso dirigió a la multitud fuera de su suite cantando "The Star-Spangled Banner"; repitió la actuación el Día del Armisticio tres días después, cuando la guerra terminó. El actor y compositor George M. Cohan también vivió allí. Otros invitados y residentes incluyeron a la cantante de ópera Geraldine Farrar, el barítono Antonio Scotti, el director y productor de cine DW Griffith, el novelista F. Scott Fitzgerald, así como numerosos políticos y diplomáticos. La organización política de Tammany Hall a menudo celebraba aquí sus reuniones, y en este fue lanzada la campaña fallida del magnate de los medios William Randolph Hearst para las elecciones a la alcaldía de la ciudad de Nueva York de 1909.
Su popular bar se ganó el apodo de "The 42nd Street Country Club". Según una leyenda, el martini fue inventado en este bar en 1912 por Martini di Arma di Taggia, un camarero de hotel que mezclaba vermú seco y ginebra para John D. Rockefeller. Posteriormente, la leyenda fue desacreditada por haberse originado en un libro de 1972 de John Doxat. También se rumoreaba que aquí se inventó la cuerda de terciopelo. Durante la hora de la cena, el personal usó una cuerda de terciopelo rojo para crear una cola y luego repartió platos a los invitados que esperaban afuera. Durante las celebraciones de Pascua, el chef del hotel ponía pollitos vivos en huevos de azúcar y los invitados cenaban mientras los pollitos nacían sobre la mesa.
También fue escenario de algunos incidentes de alto perfil durante su historia. Por ejemplo, un chimpancé vestido con ropa humana entró en el vestíbulo en 1918, lo que provocó el pánico. Al año siguiente, dos hombres le robaron gemas a un invitado e intentaron escapar por el sótano, rociando salsa de tabasco en los ojos de los patrulleros que respondieron, quienes arrestaron a los ladrones de todos modos. También hubo varios asesinatos, y en 1912, cuando el violinista del hotel, Albert de Brahms, mató a su esposa y trató de sellar su cuerpo con yeso.

### Uso en oficina

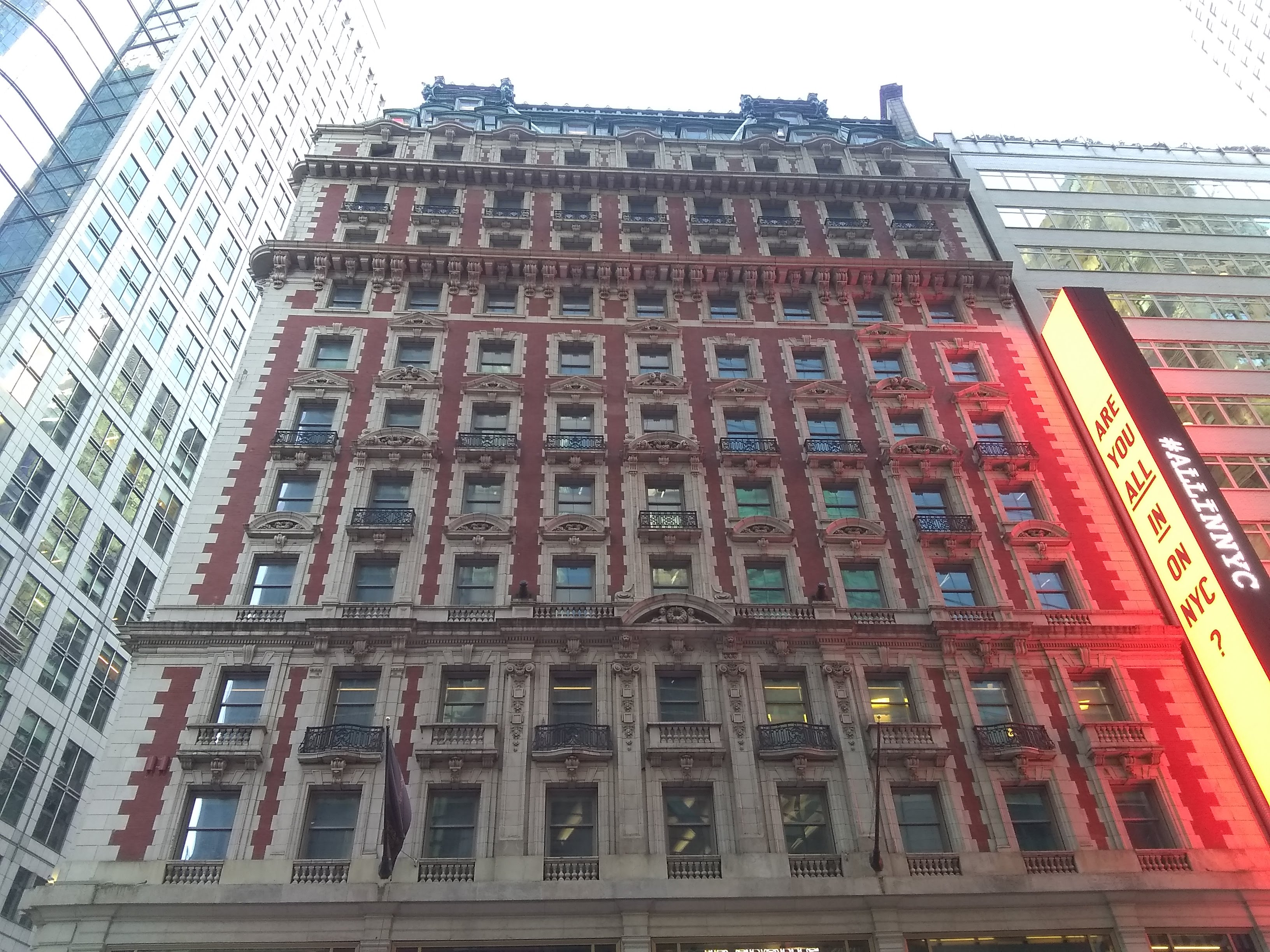
Detalle de la fachada de Broadway

La promulgación de la Prohibición en 1919 resultó en una marcada disminución de los negocios en sus restaurantes y bares. A fines de 1919, Regan había cedido la operación del hotel a su hijo, James E. Regan Jr., aunque Regan II retuvo el contrato de arrendamiento. En mayo de 1920,  Regan II anunció que el hotel se cerraría a fin de mes y se convertiría en un edificio de oficinas. Aunque a su contrato de arrendamiento le quedaban más de quince años, se lo entregó a Vincent Astor. En ese momento, los residentes incluían a James Regan Jr. y su esposa Alice Joyce, así como a Caruso y su familia. Inmediatamente después del anuncio del cierre del hotel, varios inquilinos comerciales hicieron ofertas por su espacio y algunos intentaron hacerse con todo el edificio. En ese momento, la sección circundante de Broadway se estaba desarrollando rápidamente con fines comerciales. El hotel cerró el 28 de mayo de 1920.

#### 1920 a 1960
Vincent Astor, Nicholas Biddle y SB Thorn formaron Knickerbocker Holding Company el 14 de junio de 1920, dos semanas después del cierre del hotel. El Bank for Savings prestó a la empresa $ 3 millones en octubre de 1920 para su conversión en un edificio de oficinas. Astor contrató al arquitecto Charles A. Platt para diseñar la conversión de la oficina. Sus interiores fueron completamente destruidos y la planta baja se convirtió en catorce escaparates. El resto del edificio fue reconstruido como un edificio de oficinas, con rentas de 4 a 5 millones de dólares. Las paredes de las antiguas suites fueron movidas o removidas. El asador del sótano se arrendó en diciembre de 1920 y siguió funcionando después del cierre del hotel. La pintura de Old King Cole fue prestada al Racquet and Tennis Club en Park Avenue en 1925 antes de instalarse permanentemente en el St. Regis Hotel en 1935.
A principios de 1921, se conocía como el Edificio Knickerbocker. Si bien la tienda en la esquina de Broadway y la calle 42 se arrendó rápidamente a una ubicación de National Drug Stores Corporation, el resto del primer piso no se arrendó hasta 1924, cuando se convirtió en una tienda de ropa. La sala principal de la Sociedad de Ingenieros de Modelos de Nueva York  albergó una exhibición de trenes en miniatura cada año a principios de la década de 1930. Otros inquilinos incluyeron empresas de publicidad, abogados y compañías de seguros. A lo largo de los años, el público olvidó su función anterior  como hotel; el nombre "Knickerbocker Hotel" incluso se asoció con otro hotel cerrado posteriormente en 45th Street.

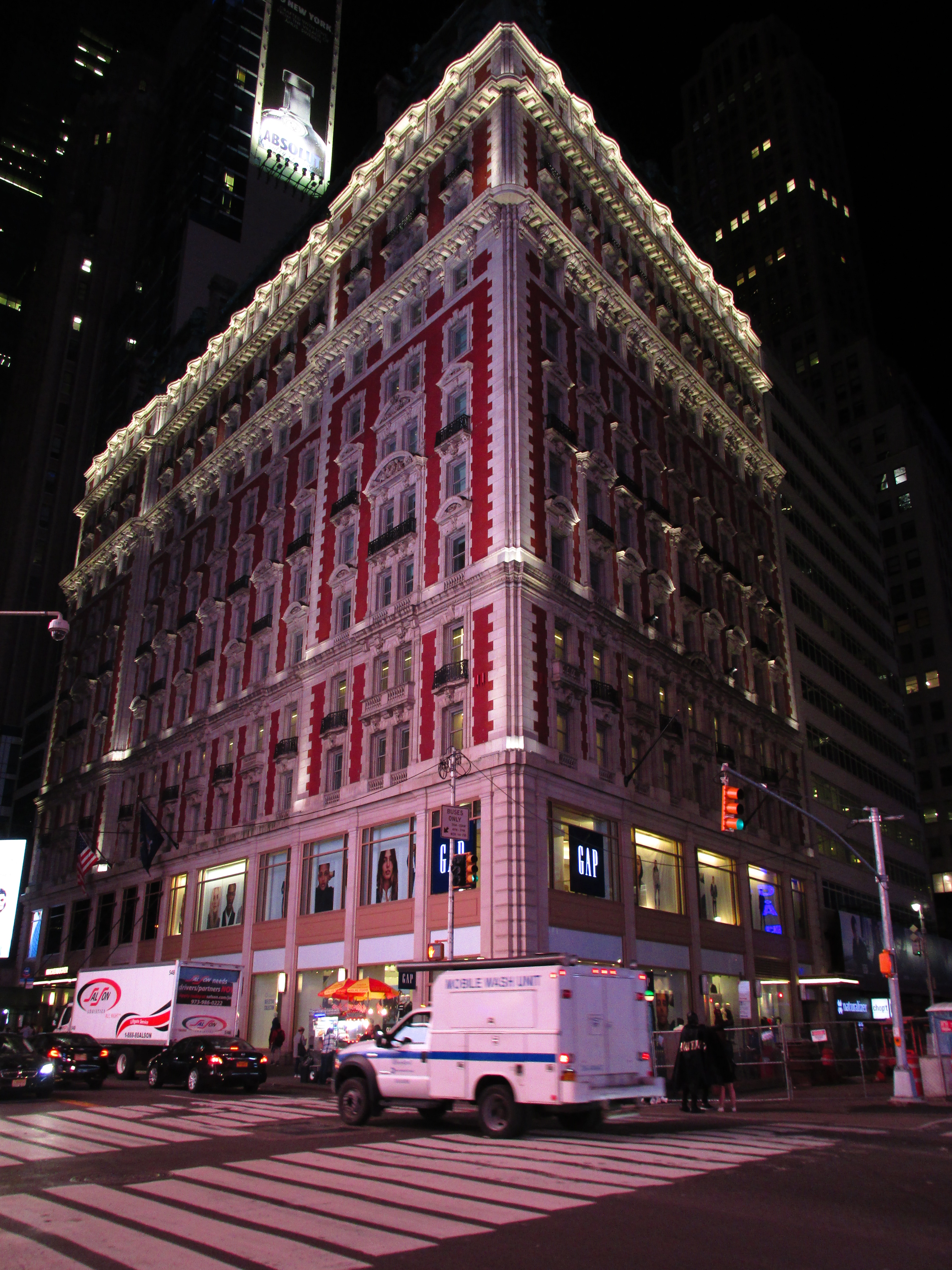
El hotel de noche en 2015

Cuando se convirtió en la sede de la revista Newsweek en octubre de 1940, pasó a llamarse edificio Newsweek. También en la década de 1940, una agencia de empleo y una oficina de arte. La estructura del Hotel Ryan en 140 West 42nd Street, que había sido parte del hotel  original pero no del edificio de oficinas posterior, se vendió en 1944 a un inversor que tenía la intención de modificar esa estructura en gran medida. Vincent Astor siguió siendo propietario del antiguo hotel hasta 1957, hasta que se vendió a un cliente de Bernard H. Kayden. El terreno subyacente se vendió simultáneamente a Massachusetts Mutual Life Insurance, una subsidiaria de la compañía Helmsley-Spear de Harry Helmsley e Irving S. Wolper, por 2,75 millones de dólares. A principios de 1959, Newsweek firmó un contrato de arrendamiento de espacio en 444 Madison Avenue, con planes de mudarse de Knickerbocker a principios de ese mayo.

#### 1970 a 2000
A mediados de la década de 1970, se conocía como 150–152 West 42nd Street y 1462–1470 Broadway. Helmsley todavía operaba el edificio, que contenía oficinas, tiendas comerciales y una librería pornográfica. La tierra estaba en manos de Inch Corporation, una empresa ficticia que representaba al verdadero propietario, la familia real británica. Helmsley anunció que dejaría de ser propietario del edificio Knickerbocker en 1975, lo que generó preocupaciones de que el edificio sería demolido. La otra opción era renovar el espacio por $2 millones, que luego podría alquilarse. En cambio, la escritura del edificio se vendió por una suma nominal de $ 1, a pesar de que el edificio estaba valorado en $ 4,5 millones.
En 1979, con el mercado de oficinas en recesión, Helmsley, David Baldwin y Jack Vickers planeaban convertir el edificio de oficinas en lofts residenciales. Como parte del proyecto, Helmsley, Baldwin y Vickers debían reubicar la entrada principal del edificio de 152 West 42nd Street a 1466 Broadway, construyendo un nuevo vestíbulo en Broadway. Libby, Ross & Whitehouse diseñaron el nuevo vestíbulo y convirtieron el interior en 113 unidades. Las tiendas y el espacio comercial habrían estado en los cuatro pisos más bajos, mientras que los otros pisos habrían sido lofts residenciales. El mercado comercial se recuperó rápidamente y el espacio se alquiló como salas de exhibición y estudios para empresas en Garment District. El edificio fue incluido en el Registro Nacional de Lugares Históricos el 11 de abril de 1980, y la Comisión de Preservación de Monumentos Históricos de la Ciudad de Nueva York designó al Edificio Knickerbocker como un monumento histórico el 18 de octubre de 1988.
SL Green compró 1466 Broadway, junto con varios otros edificios de Manhattan propiedad de Helmsley estate, en 1998 por $ 165 millones. SL Green comenzó a renovar el edificio poco después, en marzo de 1999. En ese momento, el edificio contenía una ubicación de tres pisos de The Gap a nivel del suelo; Las vallas publicitarias de The Gap se exhibieron de manera destacada en la fachada. The Gap amplió el espacio de su planta baja de 15 000 a 35 000 pies cuadrados (139 354,5 a 325 160,5 dm²) durante este tiempo, reabriendo a mediados de 2001. SL Green buscó atraer pequeños inquilinos de oficinas a los siete pisos superiores, por lo que la empresa decidió a fines de 2001 cambiar el nombre del edificio a 6 Times Square, que creía que era una dirección más destacada. Se restauró la fachada y se revistió el techo abuhardillado con cobre verdoso. Debido a las complejidades de la renovación, sus costos aumentaron tres veces el presupuesto original y la renovación se completó en marzo de 2003, tres años y medio después de lo programado originalmente.

### Renacimiento como hotel

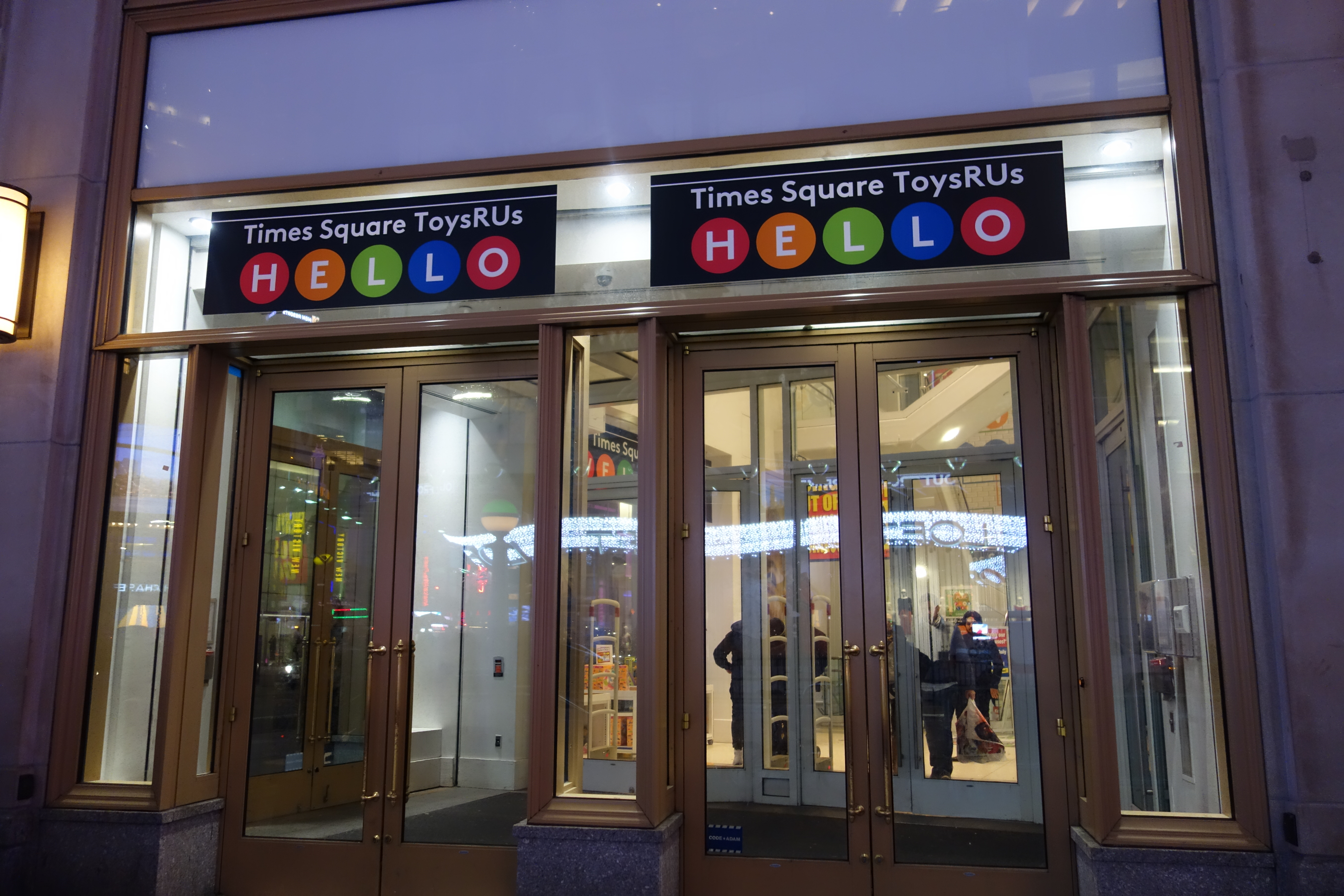
La tienda emergente de Toys "R" Us en la base del edificio vista en 2018

En 2004, SL Green se lo vendió a Sitt Asset Management por 160 millones de dólares, y este lo vendió en 2006 a Istithmar Hotels, un grupo inversor de la familia real de Dubái, por 300 millones de dólares, que anunció planes para convertir el edificio nuevamente en un hotel de cinco estrellas con entre 250 y 300 habitaciones. Sin embargo, a fines de 2009, no pudo cumplir con su obligación de deuda. Entregó la propiedad a su prestamista, Danske Bank, en marzo de 2010. Posteriormente, Danske revendió el edificio a una empresa conjunta de Highgate Holdings, Ashkenazy Acquisitions y Stanley Chera.
FelCor Lodging Trust, un fideicomiso de inversión en bienes raíces de Texas, adquirió una participación del 95 por ciento en los pisos tercero a decimosexto por $109 millones. La compra tuvo lugar a finales de 2011, aunque la adquisición no se anunció hasta febrero de 2012. El condominio comercial en los primeros dos pisos todavía era propiedad de Ashkenazy. FelCor renovó la propiedad por $ 115 millones adicionales, destruyéndola por completo, con la excepción de la fachada. El nuevo interior fue diseñado por la firma de arquitectura y diseño de interiores Gabellini Sheppard Associates, con Peter Poon Architects como arquitecto de registro. El nuevo diseño pretendía evocar el hotel original y representar el renacimiento de Times Square en el siglo XXI. En un gesto a la historia del hotel, las cuatro suites exclusivas recibieron el nombre de suites Caruso, Cohan, Martini y Parrish, en honor a personalidades destacadas del antiguo hotel.
Reabrió el 12 de febrero de 2015 con su denominación original de Knickerbocker Hotel. El bar de la azotea, St. Cloud, abrió sus puertas en junio de 2015, aunque la antigua entrada del metro en el sótano permaneció cerrada. Obras de arte como Old King Cole no se restauraron en el renovado Knickerbocker Hotel. Su planta baja continúa albergando usos comerciales, como una de las últimas ubicaciones de Toys "R" Us, que operó como una ubicación emergente en 2017 y 2018.